# 老虎河水库
老虎河水库是中国河南省平顶山市郏县境内的一座水库，位于青龙河上，建于1959年。水库正常库容为1020万立方米，集雨面积为43平方千米，海拔为250米。